# ゆいかおりの実♪
『ゆいかおりの実♪』（ゆいかおりのみ）は、2010年9月17日から12月3日までキングレコード内ゆいかおり公式サイトで配信されていたWebラジオ番組（全12回）、および2014年4月6日から2017年6月25日まで放送されていた文化放送のラジオ番組である。パーソナリティは2人組声優ユニットのゆいかおり。
本項では超!A&G+に移行して2011年から配信された後継番組『ゆいかおりの実♪デジタル』、および地上波ラジオ（文化放送）で2012年から放送されたスピンオフ版である『ゆいかおりの実♪AM』についても記述する。
ゆいかおりの活動休止に伴い、2017年6月25日で終了し、2010年9月から続いた当番組は6年10ヶ月の放送に幕を閉じた。後番組は小倉のソロパーソナリティによる『小倉唯のyui*room』。

## パーソナリティ
- ゆいかおり
  - 小倉唯
  - 石原夏織

## ゆいかおりの実♪（2010年）

### 内容
- 進行役は毎回ミニゲーム対決の勝者が務める。
- オープニングのあいさつは「こんにち実（みのる）」

### コーナー
お願い☆ゆいかおり
リスナーからお願いされたシチュエーションやキャラ設定でメッセージを届ける。
ふつおた☆ちょうだい
ふつおたをもとにトーク。
ゆいかおりがやってみた
プロフィールの特技欄を埋めるために様々なことにチャレンジする。
ゆいかおり☆情報局
ゆいかおりの最新情報を告知。
秘密の交換日記
2人での放送終了後、1人が居残り相方に向けてメッセージを残す。

## ゆいかおりの実♪デジタル
『ゆいかおりの実♪デジタル』は、2011年1月3日から9月30日まで文化放送デジタルラジオ超!A&G+「A&G ARTIST ZONE 2h」内で放送されていたフロートラジオ番組（動画放送）。全194回。
『ゆいかおりの実』放送終了後、地上デジタルラジオに舞台を移してタイトルも新たに動画付き帯番組として復活した。
コンセプトは「まだなったばかりのちっちゃな実“ゆいかおりの実”を皆で一緒に育てようという育成型デジタリック番組」。
2012年1月8日から2014年3月31日まで30分番組として復活。

### 放送時間
2011年1月3日 - 9月30日
月曜 - 金曜 19時48分 - 19時58分 (JST) (リピート放送：月曜 - 金曜 13時48分 - 13時58分 (JST) )
2012年1月8日 - 4月1日
日曜 24時30分 - 25時00分 (JST) (リピート放送：土曜 9時30分 - 10時00分 (JST) )
2012年4月2日 - 2014年3月31日
月曜 21時30分 - 22時00分 (JST) (リピート放送：火曜 9時30分 - 10時00分 (JST) )

### 内容
- 進行役は日替わり当番制。
- オープニングのあいさつは「こんばん実（みのる）」
- コーナー企画は曜日別に実施。

### コーナー
ふつおた☆ちょうだい
前身番組からの引継ぎ企画。帯番組時代は、月・水・金に行われていた。
おしえて☆ちょうだい
30分化後に新設されたコーナー。第2・第4月(日)曜のみ。
育てて☆ゆいかおり
リスナーからの課題に2人が挑戦する。帯番組時代は、火・木に行われていた。
ゆいかおり☆情報局
前身番組からの引継ぎ。動画放送になりミュージック・ビデオも流されることになった。月・水・金。
ゆい本音 or かおり声
番組の最後に2人が日替わりで、その日の放送を振り返って一言で本音をシャウトするミニミニコーナー。

### 主題歌
10分番組
- 「Our Song」（2011年1月-7月）
- 「駆け抜けてBlue」（2011年7月-9月）

30分番組
- 「PUPPY LOVE!!」（#1-#2）
- 「君のYELL」（#3-#37）
- 「ウェィカッ!!」（#38-#58）
- 「Shiny Blue」（#59-#91）
- 「Jumpin' Bunny Flash!!」(#92-)

## ゆいかおりの実♪AM
『ゆいかおりの実♪AM』は、2012年11月10日から2014年3月29日まで文化放送「A&G 超RADIO SHOW〜アニスパ!〜」内で放送されていたフロートラジオ番組（音声のみ）。
「ゆいかおりの実♪デジタル」の地上波出張版として位置づけられ、二人のラジオパーソナリティとしてのスキルアップのために、様々な「お題」についてのフリートークにチャレンジした。

### 放送時間
2012年11月10日 - 2013年9月28日、2014年1月11日 - 2014年3月29日
土曜 22時45分ごろ - (JST)（リピート放送：なし）
2013年10月5日 - 12月28日
土曜 21時15分ごろ - (JST)（リピート放送：なし）

## ゆいかおりの実♪（2014年）
『ゆいかおりの実♪』は、2014年4月6日から2017年6月25日まで文化放送で放送された地上波ラジオ番組。

### 放送時間
2014年4月6日 - 2017年6月25日
日曜 24時30分 - 25時00分 (JST)

### コーナー
ふつおた
ゆいかおりに話したいこと、聞いてみたいこと、何でも紹介するコーナー。
激突! ゆいかおり!
リスナーから寄せられた「対決」でゆいかおりが直接バトルするコーナー。先に5回負けてしまった方が罰ゲームを執行。
ゆい先生のピカッと☆ころりんちょ♪
世の中にあふれる、説明したいのに難しい言葉や名前が無いアレやコレをゆい先生流の“あたらしいぃ〜言葉”に生まれ変わらせるリ・ボーンプロジェクト。簡単に説明できない「むずかしい言葉」や、よく遭遇するのに「名前が無い現象」を募集。ゆい先生がピカっとひらめいて、あなたのモヤモヤを晴らす。
叱咤激唯
リスナーから寄せられた投稿にたいして、小倉唯が時に厳しく、時に険しく叱咤激励(しったげきれい)する。
ゆい先生のかわうそジャッジメント
リスナーからの小倉唯の好きなかわうそに関する情報と、リスナーがついたかわいいうそを紹介する。終了。
みんなのクイズ! 夏織が責任持って答えます!
リスナーから寄せられた「オリジナルクイズ」にクイズが大好きな(?)夏織が責任もって全力で挑むクイズバラエティ。「真面目なクイズ」から「くだらないクイズ」まで何でも募集。
も〜っとオトナ☆なんでも相談室!
リスナーから寄せられた「なんでも相談」に、21歳と23歳の大人ユニット「ゆいかおり」が、正面から真剣に向き合う。
ゆいかおり☆情報局
ゆいかおりの最新情報を告知するコーナー。